# Николае Вакарою
Николае Вакарою (роден на 5 декември 1943 г.) е румънски политик, член на Социалдемократическата партия (СДП), министър-председател на Румъния между 1992 и 1996 г. Преди Революцията от 1989 г. той работи в Комисията за държавно планиране заедно с Теодор Столоян. Председател на Сената на Румъния в продължение на почти осем години, по време на два законодателни мандата (2000 – 2004 и 2004 – 2008).